# Padilla lavatandroka
Padilla lavatandroka är en spindelart som beskrevs av Daniela Andriamalala 2007. Padilla lavatandroka ingår i släktet Padilla och familjen hoppspindlar. Inga underarter finns listade i Catalogue of Life.